# Ivan Fëdorovič Lichačëv
Ivan Fëdorovič Lichačëv, (in russo: Иван Фёдорович Лихачёв) (31 marzo 1826 – Parigi, 15 novembre 1907), è stato un ammiraglio russo.

## Biografia
Era il figlio di Fëdor Semënovič Lichačëv (1795-1835), e di sua moglie, Glafira Ivanovna Panaeva.

## Carriera
All'età di 13 anni si trasferì a San Pietroburgo ed entrò nella Marina militare russa. Nel 1843, venne promosso a maresciallo. Nel 1844 venne trasferito sul Mar Nero, nel 1848 venne promosso a tenente e trasferito nella flotta del Baltico. Nel 1850, sulla corvetta "Olivuca" salpò da Kronštadt verso l'Estremo Oriente, e nell'ottobre 1851 (dopo la morte dell'ex comandante) comandò la corvetta. Durante il suo soggiorno nel mare di Ochotsk, in Kamčatka e in America, si dedicò alla ricerca idrometeorologica.
Dopo l'inizio della guerra di Crimea venne nominato Capo di Stato Maggiore della flotta del Mar Nero. Alla vigilia della partenza per Sebastopoli (26 agosto 1855), Lichačëv fu gravemente ferito alla testa.
Il 10 marzo 1858 è stato nominato aiutante di campo di Konstantin Nikolaevič Romanov. Nel gennaio 1859 presentò una "nota sullo stato della Marina russa". Sulla base dell'esperienza del passato della guerra di Crimea, Lichačëv si offrì di realizzare il progetto della costruzione di una nuova flotta, la futura flotta corazzata. Nel 1860 fu promosso a contrammiraglio.
Nel 1867, succedette a Grigorij Ivanovič Butakov come addetto navale a Londra e a Parigi.

## Morte
La sconfitta nella Guerra russo-giapponese gli provocò uno shock. Morì il 15 novembre 1907 a Parigi.